# Кавли-Йоргенсен, Олуф
Олуф Кавли-Йоргенсен (норв. Oluf Kavlie-Jorgensen, 15 апреля 1902, Берген — 1984) — норвежский шахматист. Чемпион Норвегии 1938 г. В составе сборной Норвегии участник неофициальной и двух официальных шахматных олимпиад. Был сильнейшим игроком Бергенского шахматного клуба на протяжении более 60 лет.

## Спортивные результаты
| Год  | Город     | Соревнование                                                    | + | −  | = | Результат | Место |
| ---- | --------- | --------------------------------------------------------------- | - | -- | - | --------- | ----- |
| 1930 | Гамбург   | III Олимпиада (сборная Норвегии, 3-я доска)                     | 3 | 8  | 4 | 5 из 15   |       |
| 1936 | Мюнхен    | Неофициальная шахматная олимпиада (сборная Норвегии, 2-я доска) | 2 | 11 | 4 | 4 из 17   |       |
| 1937 | Стокгольм | VII Олимпиада (сборная Норвегии, 2-я доска)                     | 1 | 9  | 5 | 3,5 из 15 |       |
| 1938 | Гримстад  | Чемпионат Норвегии                                              |   |    |   |           | 1     |